# هارفي فليتشر
هارفي فليتشر (بالإنجليزية: Harvey Fletcher)‏ (و. 1884 – 1981 م) هو فيزيائي، ومدرس، ومخترع من الولايات المتحدة الأمريكية . ولد في بروفو .
وكان عضواً في الأكاديمية الوطنية للعلوم .
توفي في بروفو ، عن عمر يناهز 97 عاماً.

## التعليم
تعلم في جامعة بريغام يونغ، وجامعة شيكاغو

## مناصب وهيئات
أدار جامعة بريغام يونغ.